# Undead Indeed
Undead Indeed es el primer DVD de la banda finlandesa de Heavy metal Tarot grabado en vivo en el club Rupla. EL DVD fue lanzado el 11 de junio de 2008 y grabado el 17 de agosto de 2007.

## Versión DVD

### Lista de canciones (DVD 1)
1. Crows Fly Black
2. Traitor
3. Pyre of Gods
4. Wings of Darkness
5. Back in the Fire
6. Tides
7. Bleeding Dust
8. Veteran of the Psychic Wars (Blue Öyster Cult cover)
9. Angels of Pain
10. Warhead
11. Follow Me Into Madness
12. Before the Skies Come Down
13. Ashes to the Stars
14. Undead Son
15. You
16. Crawlspace
17. Guitar solo
18. Rider of the Last Day
19. I Rule

### Material extra (DVD 2)
- Marco & Zac Entrevista
- Stigmata Archives
- 21 escenas en vivo del siglo
- Pyre Of Gods (video promocional)
- Ashes To The Stars (video promocional)

## Versión CD

### Lista de canciones (CD 1)
1. Crows Fly Black
2. Traitor
3. Pyre of Gods
4. Wings of Darkness
5. Back in the Fire
6. Tides
7. Bleeding Dust
8. Veteran of Psychic Wars
9. Angels of Pain
10. Warhead

### Lista de canciones (CD 2)
1. Follow Me Into Madness
2. Before the Skies Come Down
3. Ashes to the Stars
4. Undead Son
5. You
6. Crawlspace
7. Rider of the Last Day
8. I Rule
9. Guardian Angel (bonus track)
10. Things That Crawl at Night (bonus track)

Los últimos 2 temas fueron grabados previamente en otra presentación.

## Créditos
- Marco Hietala - vocals, bass guitar
- Zachary Hietala - guitar
- Janne Tolsa - keyboard
- Pecu Cinnari - drums
- Tommi "Tuple" Salmela - sampler, vocals